# Corentin Le Clezio
Corentin Le Clezio (* 24. September 1999 in Amiens) ist ein französischer Mittelstreckenläufer, der sich auf den 800-Meter-Lauf spezialisiert hat.

## Sportliche Laufbahn
Erste internationale Erfahrungen sammelte Corentin Le Clezio im Jahr 2023, als er bei den World University Games in Chengdu in 1:49,17 min die Silbermedaille über 800 Meter hinter dem Polen Maciej Wyderka gewann. Im Jahr darauf nahm er an den Olympischen Sommerspielen in Paris teil und schied dort mit 1:45,72 min in der Hoffnungsrunde aus. 2025 erreichte er bei den Halleneuropameisterschaften in Apeldoorn das Halbfinale und schied dort mit 1:46,91 min aus.

## Persönliche Bestleistungen
- 800 Meter: 1:44,25 min, 22. Juni 2024 in Wien
  - 800 Meter (Halle): 1:46,71 min, 2. Februar 2025 in Val-de-Reuil
- 1500 Meter: 3:39,27 min, 28. August 2024 in Stettin